# Rhabdatomis knabi
Rhabdatomis knabi là một loài bướm đêm thuộc phân họ Arctiinae, họ Erebidae.